# Thiên thể NGC
Danh mục chung mới về các tinh vân và cụm sao (tiếng Anh: New General Catalogue of Nebulae and Clusters of Stars, viết tắt là NGC) là một danh mục nổi tiếng về các vật thể xa trên bầu trời trong thiên văn học. Nó bao gồm 7840 thiên thể, còn gọi là các thiên thể NGC. NGC là một trong những danh mục đầy đủ và lớn nhất, do nó bao gồm rất nhiều vật thể ở xa trong vũ trụ và không bị hạn chế, ví dụ, như các thiên hà.

## Lịch sử
Danh mục này được J. L. E. Dreyer biên tập vào thập niên 1880 nhờ sử dụng những quan sát của William Herschel và con trai ông John, cùng những người khác. Dreyer cũng đã xuất bản cập nhật cuốn Danh mục các tinh vân của Herschel, nhưng bản cập nhật mới đã bị bác bỏ bởi hội Thiên văn Hoàng gia, và họ đã yêu cầu Dreyer biên tập Danh mục chung mới. Danh mục này đã được xuất bản vào năm 1888. NGC sau đó được mở rộng với hai Danh lục chỉ số (IC I vào năm 1896 và IC II vào năm 1905), thêm vào hơn 5386 vật thể. Hầu hết những khám phá này thực hiện nhờ nhiếp ảnh.
Nhiều vật thể trên bầu trời bán cầu nam chưa được liệt kê một cách chi tiết, nhưng nhiều trong số chúng đã được quan sát bởi John Herschel hay James Dunlop. NGC chứa nhiều sai sót, nhưng một nỗ lực nghiêm túc, nếu không muốn nói là hoàn thiện, để loại bỏ các sai sót đã được khởi động bằng dự án The NGC/IC, sau những cố gắng từng phần với Hiệu đính danh mục chung mới (RNGC) bởi Sulentic và Tifft năm 1973, và NGC2000.0 bởi Sinnott năm 1988.
NGC đã được xuất bản trong Kỉ yếu của hội Thiên văn Hoàng gia với tên gọi "Danh mục chung mới về các tinh vân và cụm sao, là danh mục cuối cùng của ông John F.W. Herschel, Bart., được hiệu đính, sửa đổi và bổ sung." (Dreyer J. L. E., năm 1888, Mem. R. Astron. Soc., 49, 1-237).